# ファティマの聖母

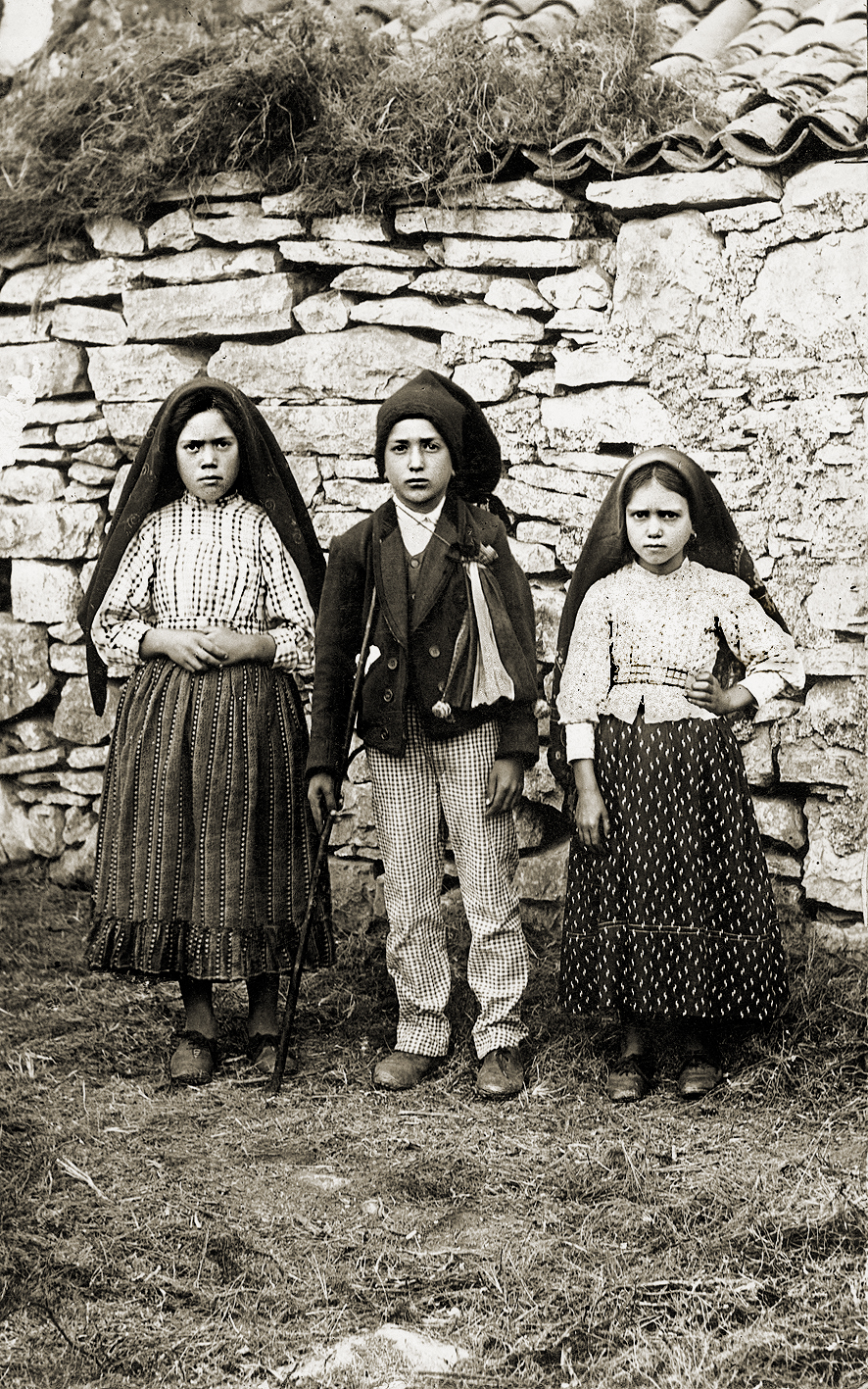
ルシア・ドス・サントス（左）、フランシスコ、ジャシンタ。1917年撮影

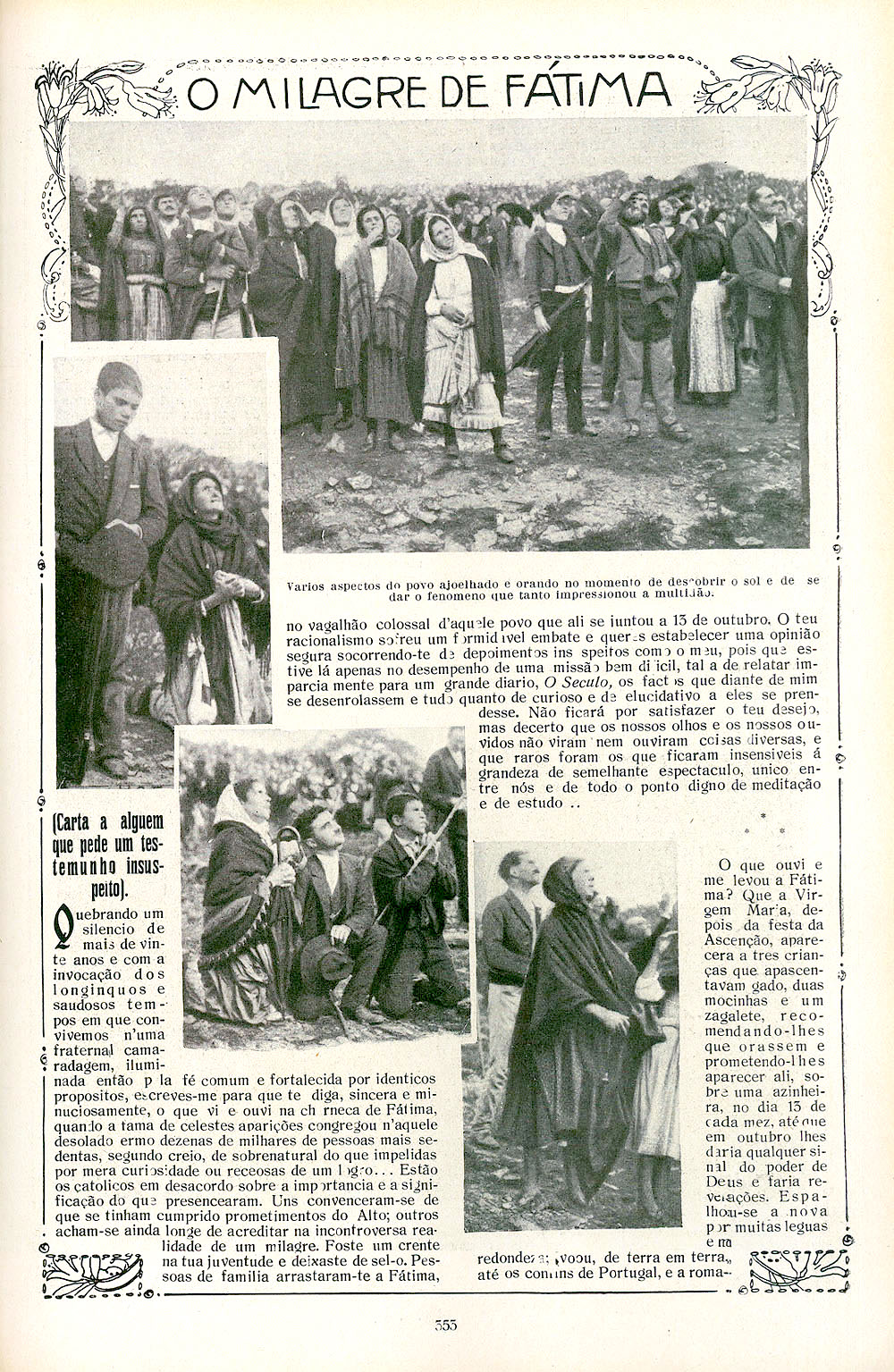
当時の新聞

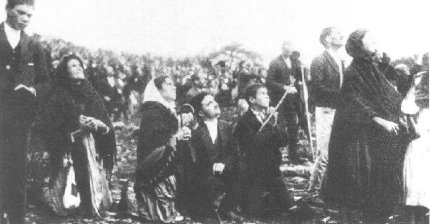
かけつけた当時の人々

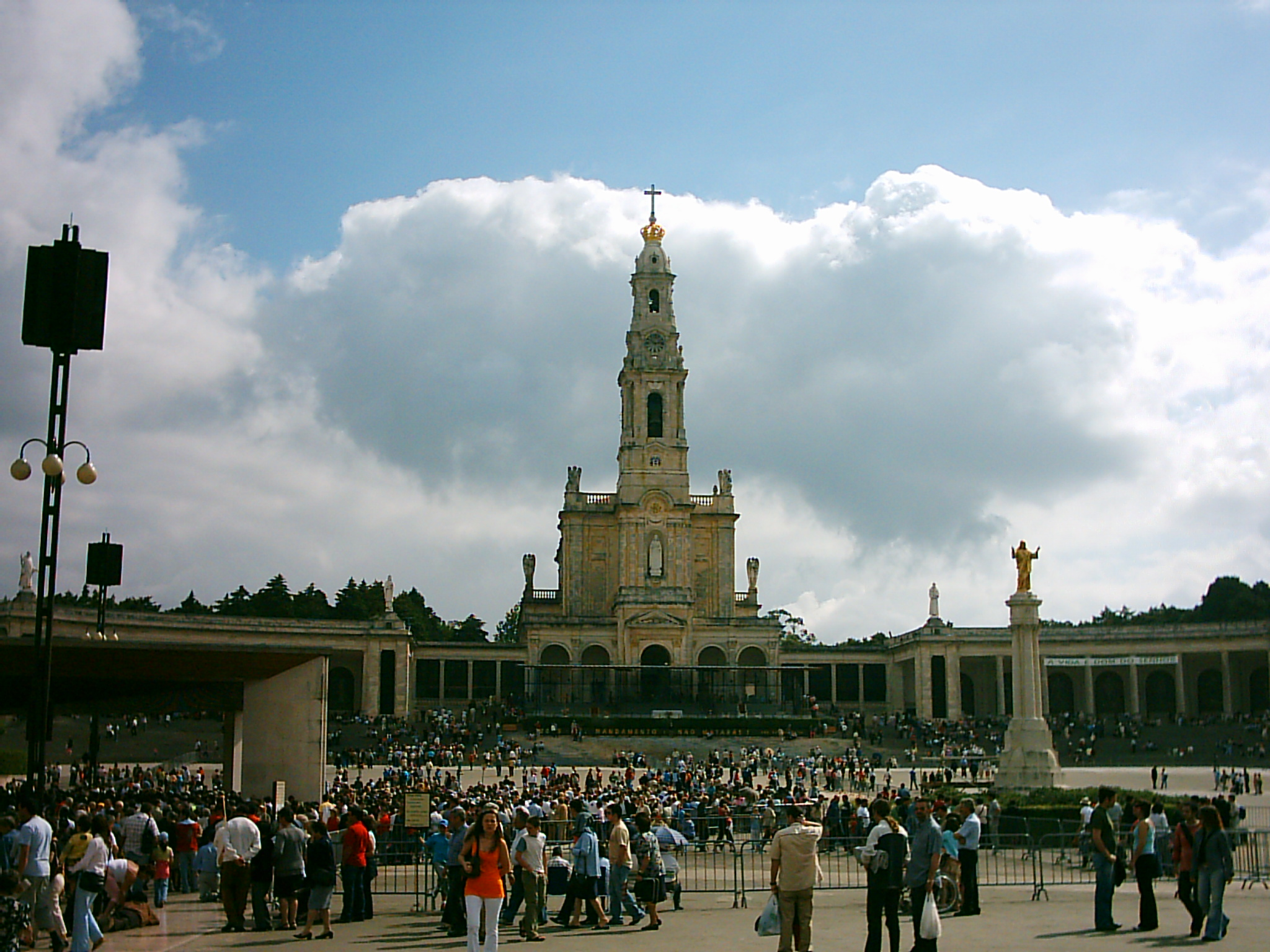
ファティマの大聖堂

ファティマの聖母（ファティマのせいぼ、葡: Nossa Senhora de Fátima）は、ポルトガルの小さな町ファティマで起きた、カトリック教会が公認している、聖母の出現の一つ。ローマ教皇庁は奇跡として公に認めたが、第三の予言は長年にわたり秘匿した。何万もの群衆を前に太陽が狂ったように回転して見えたり、水源のないところから水が湧き、飲む者に奇跡的な治癒があったりしたことから、1930年10月13日現地管区レイリア司教によってこの出現は公認され、同年教皇ピオ12世は同地に巡礼する者への贖宥（免償）を宣言した。1967年には教皇庁により最初の聖母の出現のあった5月13日がファティマの記念日に制定され、歴代ローマ教皇が巡礼に訪れたり、この出現のメッセージに基づき世界の奉献を行ったりした。

## 概要
1916年春頃、ファティマに住むルシア、フランシスコ、ジャシンタら3人の子供の前に平和の天使とする14-15歳位の若者が現れ、祈りの言葉と額が地につくように身をかがめる祈り方を教えた。その後も天使の訪問は続いた。1917年5月13日、ファティマの3人の子供たちの前に聖母マリアが現れて毎月13日に同じ場所へ会いに来るように言った。子供たちは様々な妨害に遭いながらも、聖母に会い続けて様々なメッセージを託された。聖母からのメッセージは大きく分けて3つあった。
1. 死後の地獄の実在：多くの人々が罪な生活、傾向によって、死後地獄へ導かれている。肉欲や傲慢など現世的な罪から回心しないままでいることにより、人は死後、永遠の地獄へと行く。具体的に、聖母はこの少女ら３人に7月13日、地獄のビジョンを見せ、彼らはそのあまりの光景に戦慄した[4][5][6][7]。地獄は神話ではなく実在し、そこは全ての人が死後行く可能性のあるところで、入ったが最後、二度と出ることはできない。
2. 大戦争の終焉と勃発：第一次世界大戦は、まもなく終わること。しかし人々が生活を改め罪を悔い改めないなら、さらに大きな戦争が起き、沢山の人が死に、そしてその多くが地獄に落ちてしまうこと。その前兆[8]として、ヨーロッパに不気味な光が見えるだろう[9]、ということ[10][11]。
3. 秘密：聖母マリアは、1960年になったら公開するように、それまでは秘密に、とルシアに厳命した。その内容は｢ファティマ第三の秘密」と呼ばれ、ルシアを通じて教皇庁に伝えられたが、1960年が過ぎても教皇庁は公開せず、2000年になってから発表に踏み切った。教皇庁によれば教皇暗殺の危機だとされる。ヨハネ・パウロ2世は、ファティマ出現記念日[12]である1981年5月13日に発生した事件を東欧の政権による暗殺未遂と発表しているが、後述した理由から疑問視する意見[13]もある。

聖母から教皇への要望は以下であった。
1. ロシアの奉献：ロシアを聖母に奉献し、ロシアが引き起こしかねない災厄と誤謬から世界を救うこと[14]。また祈り、カトリック信者はロシアの回心と世界の平和の為にロザリオを唱えること、5ヶ月連続で初土曜日に償いの聖体拝領をすること[15][11]。
2. 人々の回心：カトリック信者は毎週主日に聖体拝領するように。そして、よく告解し、罪を避け、敬虔な生活を送るように。

聖母からの大きな奇跡があった。
1. 1917年10月13日、集まった約七万人[16]の群衆は雨に濡れていたが、太陽が狂ったような急降下や回転を繰り返し猛烈な熱で彼らの服は乾いてしまった。世界各国の天文台で当時こうした太陽の異常行動は確認されておらず、群衆全員が同じ幻覚を見たことになる。居合わせた新聞記者たちも目撃しポルトガルのあらゆる新聞に大々的に掲載（画像参照）[17]された。群衆を散らすために山岳兵部隊が動員されたが、彼らも奇跡を目撃して直ちに回心した。
2. 多くの人々はこの奇跡は世の終わりのことを指していると考えて恐怖を感じた。

後年にカトリック教会・ローマ教皇庁はこの一連の現象を聖母の出現と公認し、5月13日はファティマの聖母の出現記念日とされた。出現を受けた3人のうちフランシスコ・マルトとジャシンタ・マルトの兄妹は聖母の預言どおりにまもなく病死して2000年にヨハネ・パウロ2世により列福されている。残る一人のルシア・ドス・サントスは修道女になり「予言」の内容を教皇庁に伝え、2005年2月13日に97歳で死去している。一連の奇跡や教皇庁の認可、啓示などからファティマは有名になり、カトリック信者の大規模な巡礼地である。ジャシンタ・マルトの遺体は1935年と1951年に墓地から掘り返されたが顔の箇所は全く腐敗しておらずに奇跡とされ、現在はファティマ大聖堂の中に安置されている。
2017年3月23日、ローマ教皇庁は福者であるフランシスコ・マルトとジャシンタ・マルトの取り次ぎによる奇跡を認定する教令に教皇フランシスコが署名した、と発表した。2017年5月13日、ポルトガル・ファティマで教皇フランシスコの司式により列聖式が執り行われた
。
| 回 | 月日     | 主な内容                                                                           | 群衆の概数      |
| -- | -------- | ---------------------------------------------------------------------------------- | --------------- |
| 1  | 5月13日  | 初出現および毎月13日のお願い                                                       |                 |
| 2  | 6月13日  | 聖母の胸の外にある茨に巻かれた心臓                                                 | 50人            |
| 3  | 7月13日  | 第一、第二、第三の預言が伝えられた                                                 | 5千人           |
| 4  | 8月13日  | 三人の牧童は行くことができなかった (行政責任者が13日の朝から3人を監禁、15日に解放) | 1万8千人        |
| 5  | 8月19日  | 予告なく出現                                                                       |                 |
| 6  | 9月13日  |                                                                                    | 3万人           |
| 7  | 10月13日 | 太陽のダンスの奇跡(半径50kmの範囲で目撃)                                           | 大群衆(約7万人) |

| 名前         | 性 | 当時の名前      | 当時の年齢 | 生年月日       | 命日           | 享年 |
| ------------ | -- | --------------- | ---------- | -------------- | -------------- | ---- |
| ルシア       | 女 | Lúcia Santos    | 10歳       | 1907年 3月22日 | 2005年 2月13日 | 97歳 |
| フランシスコ | 男 | Francisco Marto | 8歳(9歳)   | 1908年 6月11日 | 1919年 4月 4日 | 10歳 |
| ジャシンタ   | 女 | Jacinta Marto   | 7歳        | 1910年 3月11日 | 1920年 2月20日 | 9歳  |

## 聖母の言葉
【5月13日】
聖母「何も怖がることはありません。わたしは皆さんに、何も悪いことは致しません。」
- ルシア「あなた様はどちらからいらしたのですか？」

聖母「わたしは天国からまいりました。」
- ルシア「あなた様は、私どもに何をお望みでございますか？」

聖母「わたしはあなたたちにお願いがあってまいりました。どうかこれから続けて六回、毎月十三日の今と同じ時間にここへ来てください。十月には、私が誰であるか、また何を望んでいるかをあなたたちにお話いたしましょう。」
- ルシア「あなた様は天国からいらした？では私は、この私めも天国に行けるでしょうか？」

聖母「ええ、あなたは天国へ行くでしょう。」
- ルシア「ではジャシンタは？」

聖母「ええ、ジャシンタも。」
- ルシア「それではフランシスコも？」

聖母「フランシスコも天国へ行くでしょう。でもその前にロザリオの祈りをたくさん唱えなければなりません。」
聖母「皆さんは、神様の栄光を侮辱する罪の償いとして、犠牲を払うために神様に身をささげ、神様が皆さんに送ろうとなさる苦しみをすべて喜んで受け入れてくれますか？罪びとたちの回心のために、そして数々の冒涜と聖母の汚れなき御心に加えられたあらゆる苦しみを償うために、苦しみを耐え忍んでくれますか？」
- ルシア「はい、わたしたちはそういたします。」

聖母「では、皆さんは多くの苦しみに耐えなければなりません。でも神様の恩寵がいつもあなたたちを助け守ってくださるでしょう。」
- ルシア「もしよろしければ、戦争(訳注:第一次世界大戦)がもうすぐ終わるかどうか、教えていただけませんか？」

聖母「わたしが言おうとすることをあなたに全部話し終わらないうちは、まだそれを教えることはできません。」
【6月13日】
- ルシア「あなた様は、私どもにここに来るようにと仰せになりました。どうか私どもに何をお望みかおっしゃって下さいませ。」

聖母「来月の十三日にも皆さんにここに来て欲しいのです。それから毎日ロザリオを唱えることも忘れずにお願いします。勉強して字が読めるようになって下さい。そうしたら私が一番願っていることを皆さんにお話し致しましょう。」
- ルシア「できましたら、私どもを天国にお連れ下さいとお願いしたいのですが。」

聖母「はい、ジャシンタとフランシスコはまもなく連れてまいりましょう。でも、あなたはね、もっと長くこの世にとどまらなければなりません。イエス様は、私の『汚れなきみ心』への信仰を全世界に打ち立てたいと願っておいでなのです。」
- ルシア「では、私は、この世にひとりで残らなくてはいけないのですか？」

聖母「いいえ、わが子よ、そんなことはありません。それに、そんなことで悲嘆に暮れたりするのですか？気を落としてはなりません。私は決してあなたを見捨てたりはいたしません。私の汚れなきみ心が、あなたの心の支えとなり、あなたを神様へ導く道となりましょう。」
【7月13日】
- 『あなたたちは、哀れな罪びとの魂が行き着く先の地獄を見たのです。彼らの魂を救うために、主は私の汚れなきみ心への信仰をこの世に打ち立てたいと願っておられます。もし私があなたたちに話すつもりでいることを人々が実行するなら、たくさんの霊魂が救われ、世界は平和になるでしょう！』

- 『戦争(訳注:1914～18年の第一次世界大戦)は終わりに近づいていますが、もし人々が主に背き罪を犯し続けるなら、次の教皇(訳注:ピウス11世)の在位期間中にもっとひどい戦争が始まることでしょう。』

- 『いずれあなたがたは、不思議な大きな光が夜空にかがやくのを見るでしょうが、これを見たら、神様が与えたもうたしるしと悟りなさい。それは、戦争と飢きんと教会や教皇様への迫害が、天罰として人類にふりかかる日の近いしるしです。』

- 『それを防ぐために、どうかロシアを私の汚れなきみ心に奉献し、月の初の土曜日ごとにつぐないの聖体拝領をするよう、お願いしたいのです。』

- 『もし人々が私の願いを聞き入れるなら、ロシアは回心し、世界は平和となりましょう。もし聞き入れなければ、ロシアはその誤った考えを世界中にまき散らし、戦争や教会への迫害をあおり立てるでしょう。そのために大勢の善良な人々が大いなる苦しみを受け(訳注:「大勢の善良な信者が殉教し、」と訳すことも可)、教皇様は多くのことを堪え忍ばねばならず、たくさんの国や民族が滅びてしまうのです。ですが最後には、私の汚れなきみ心が勝利をおさめます。世界を汚れなきみ心に奉献することは実行され、ロシアも回心し、地上に平和な時代がもたらされることでしょう……』[注釈 1]

【8月19日】
- 『もし人々があなたたちを無理やり町へ連れ出したりしなかったなら、奇跡はもっと壮大なものとなったでしょう。あなたたちは、聖ヨセフと、人々を祝福する幼子イエスと、"ロザリオの聖母"と"苦しみの聖母"を見るでしょう。』[27]

【10月13日】
- ルシア「あなた様はどなた様で、私に何をお望みでございますか？」

聖母「私はロザリオの聖母です。私のためにここに聖堂を建ててほしいのです。」
- ルシア「もしよろしければ、お願いしたいことがたくさんございますが！…」

聖母「そのうちのいくつかは聞き届けましょう。でも残りについてはそうはまいりません。人々は行いを改め、罪の許しを願わなければなりません！」
聖母「人々はもうこれ以上、主なるキリストに背いてはなりません！主はすでに、あまりにも背かれ過ぎているのです！」

## 永遠の地獄
ファティマの啓示の第一部分は、人の死後の地獄についての警句である。

### きっかけ
1917年7月13日、いつものようにカベソの丘に3人が行くと、柊の木の上に聖母が現れ、ルシア達は回心、癒し、他、幾つかの恵みを願った。対して聖母は、その人達がいつでもロザリオを唱えるなら、年内にその恵みが叶えられることを約束した。また罪人の為、イエズスへの愛の為に祈るように、聖母は言った。様子を見に群衆が集まっていたが、ジャシンタらの父親のマルトも来ていた。彼によると、その日、出現が始まった時、木の上には灰色がかった雲がかかり、真夏だというのに冷たい風が山から吹き下りてきた。空き瓶の中で飛び回っているハエの羽音に似たような音も聞こえてきた。

### ビジョン
3人のひとりであるルシアによると、聖母は上述のように言い終わると、また以前にしたように手を広げた。その両手からの眩しい炎は、地を突き刺すかのように見えた。そして、3人は火の海を見た。ルシアはその手記に記す。「聖母は、私達に広い火の海をお見せになりました。それはまさに、地の下にあるもののようでした。この火の中に、サタンと人間の形をした魂とが閉じ込められていました。この魂は、透き通るように燃え上がる燃えさしのようで、全ては黒く、あるいは、光り輝く青銅色をしていて、大きな炎の中に漂っていました。彼らは自分の中から放つ炎によって、巨大な煙の雲とともに空中に吹き上げられ、ぞっとするような、しかも恐怖に震え上がるような苦痛と絶望の悲鳴とうめき声を上げながら、重さもバランスも失って、火花のように大火の中を四方八方に飛び散っていました。サタンは、見たこともない奇怪な動物の形をしていたのでそれと分かりましたが、戦慄を覚えさせるような気味の悪い形相をしており、透明で黒い色をしていました。」この幻視は一瞬間しか続かなかったが、もし聖母が天国に3人を連れて行く約束をしていなかったら、恐怖のあまりそこで死んでしまっただろうと後日ルシアは述懐する。聖母は、地獄に堕ちた哀れな霊魂の姿であり、そこに入ったが最後、二度と永遠に出ることができないと説明した。

### カトリック教会への影響
後年、聖母は人々の罪やカトリック信仰、世界の行く末を話した上で後述する祈りの一文を教えて、東の空高くに姿を消した。この祈りはファティマの祈りとして教会に認可されて世界多くのカトリック信者の間に広まった。3人は戦慄して中でもジャシンタは常に地獄のことを気にかけるようになり、後日同年から1920年にかけて個人的に何度か聖母を見聞きしたと話した。「他のどの罪より多くの魂を地獄に落としてしまうのは、肉欲の罪です」「私達の主がお喜びにならないファッションが流行するでしょう。神に仕える人達が流行を追ってはなりません。教会は流行と無関係です。私達の主はいつでも同じですから」「世の罪は本当に大きいのです」「もし人々が永遠を理解することができたら、彼らは自分達の生き方を変えるためになんでもするでしょうに」。もうすぐ戦争が起き、その戦争で死ぬ人の殆どが地獄に落ちてしまう、と悲嘆にくれた。後に教皇ベネディクト16世となるヨゼフ・ラッツィンガー枢機卿は、こうしたファティマの啓示を祈りの勧めであると同時に悔い改めと回心への招きであるとしている。

## ロシアの奉献
ファティマの啓示の第二部にあるロシアの奉献は上述通りファティマでの聖母の主要な要請の一つであり、ローマ教皇は数度にわたる奉献式を行った。

### 一回目の要請
1917年7月13日、少女達の前に姿を現した聖母は「戦争はもうすぐ終わります。しかし人々が神に背くことを止めないなら、ピオ11世の時代にもうひとつのもっと酷い戦争が始まります。夜、不思議な光が、空を照らすでしょう。それがあなた達に神様がお与えになる大きな印になります。その後、神様はいろいろな罪を戦争、飢餓、教会と教皇の迫害の形で罰されるでしょう。」と口述し、「それを阻止する為に、私はロシアが私の汚れない心に奉献されることと、初土曜日に償いの聖体拝領がなされることを望みます。もし人々が私の望みに耳を傾けるなら、ロシアは回心し、世界に平和が訪れるでしょう。もしそうしなかったら、ロシアは世界中に誤謬を広めて戦争と教会の迫害を推し進めることになるでしょう。罪のない人達が殉教し、教皇様には多くの苦しみが訪れます。いくつかの国はもう無くなってしまいます。それでも最後には私の汚れない心が勝利を収めるでしょう。教皇様はロシアを私に奉献し、ロシアは私に回心するでしょう。そして、何年かの平和が世界に訪れるでしょう。」と伝えた。「ポルトガルでは信仰の教義が常に保たれるでしょう」と口述し、最後に「あなた達がロザリオを唱える時、一連ごとにこう言いなさい。『ああイエズスよ、我らの罪を許したまえ。我らを地獄の火より守りたまえ。また全ての霊魂、ことに主の御憐れみを最も必要とする霊魂を天国に導きたまえ』」として、祈りの一文を与えた。この祈りは世界中へ伝わり多くのカトリック信者が唱えている。

### 三位一体と聖母の出現
1929年6月13日深夜11時、ルシアの前で聖堂が明るく照らされて天井まで届く光の十字架が祭壇の上に現れた。永遠の聖父が十字架の上部に見え、その胸には光の鳩があり、十字架にはイエズス・キリストが磔になっている光景が見えた。キリストの脇腹から腰にかけて血が滴り落ちホスチアを通してカリスへと流れていた。十字架の右腕側の下には聖母がいた。聖母はルシアに伝えた。「教皇が全世界の司教と共同で、私の心にロシアを奉献することを神様に願う時が来ました。このような方法によってロシアを救うことを、神様は約束して下さいました。私に反抗した犯した罪の為に、神様の正義が断罪なさる魂があまりに多いのです。ですから私は、償いをするよう願いに来ています。この意向の為に、償いをして、祈りなさい。」
1930年5月29日にルシアが自身の司祭に認めた書簡によると、教皇が荘厳かつ公の償いの業を以ってロシアをキリストと聖母の御心に奉献し、全世界の司教にも同じことを命じた場合にのみロシアは回心し世界に平和は訪れる、と伝えられたという。ロシアの奉献がなければ神は救わない理由として、聖母の御心の勝利として教会史に記録がされれば聖母の御心への信心がキリストの聖心に並ぶ信心として世界に広まっていくだろう、とキリストが願ったことが挙げられている。

### ローマ教皇の奉献
この聖母の要請に基づき、教皇ピオ12世は1942年10月31日にファティマの出現25周年終了を記念してラジオによるポルトガル国へのメッセージの中で教会と全人類を聖母の汚れない御心に奉献した。ピオ12世は1952年7月7日に使徒的書簡「サクロ・ヴェルジェンテ・アンノ」を出して「ロシアの人々」を聖母の汚れない御心に奉献した。教皇パウロ6世は1964年11月21日の第二バチカン公会議終了に際し、聖母の御心に人類を委ね聖母が教会の母であることを宣言した。教皇ヨハネ・パウロ2世は、1982年5月13日ファティマで、1984年3月25日にローマで、1991年5月13日にファティマで、世界を聖母の御心に奉献した。前2回は全司教一致で行うように世界中のカトリック教会へ呼びかけた。

### 有効性
これらはロシアではなく世界や人類が奉献されていたり、全司教一致しておらず1929年の聖母の要請と完全に一致しているとは言えなかった。そのためにルシアは、少なくとも1984年まで、ロシアの奉献は成就していない、としていた。現在でもロシアの奉献の認否についてカトリック教会内で意見は分かれ未だに奉献は済んでいないと主張する人達も存在する。
なおロシアは、1917年11月7日のロシア革命（十月革命）からロシア内戦を経て1922年12月30日のソビエト連邦の成立以降、1991年のソビエト連邦の崩壊に至るまで、一切の宗教の存在を否定する共産党の一党独裁国家であった。ソビエト連邦はその短い歴史の中で、第二次世界大戦やスターリンによる大粛清など、多くの苦難をこうむることになる。
1930年、ルシアは以下のような啓示をキリストから受けた。「あの人達は私の願いを聞き入れてくれなかった。彼らはフランス王のように後悔するが、もう遅過ぎる。ロシアはその誤謬を既に世界中に広めていて、戦争と教会の迫害は止まることを知らないだろう。教皇も多いに苦しむことになる。」1936年5月18日、ルシアはゴンサルヴェス神父に宛てた書簡の中で「教皇の為に沢山祈りなさい。彼は聞き入れてくれるだろう。しかし、その時にはもう遅過ぎるだろう。それでもマリアの汚れない御心は自分に委託されているロシアを救うことになるだろう」とキリストから啓示を受けたと主張した。

## ファティマ第三の秘密
教皇庁は聖母が発表を命じた1960年になっても啓示の第三部について公表せず、メッセージの中身について多くの憶測を呼んだ。過去の予言が世界大戦などで60年代当時は東西冷戦真っ只中であることから、核戦争や第三次世界大戦ではないかと危惧する者もいた。1981年5月2日にエアリンガス164便がハイジャックされたが、犯人はカトリック修道士で要求は「ファティマ第三の秘密を公開せよ」であった。
1959年、ローマ教皇ヨハネ23世は封印された封筒を教理省から受け取ったが、封印された封筒をそのまま返し公表しないことを決定した。1965年3月27日、教皇パウロ6世は封印を解き内容を読んだが、公表はしなかった。こうした経緯を経て、教皇ヨハネ・パウロ2世の決定により、教皇庁は2000年6月に1960年以来40年間発表を先送りにしてきたファティマ第3のメッセージを正式に発表した。
- 公文書：「ファティマ 第三の秘密 教皇庁発表によるファティマ『第三の秘密』に関する最終公文書」(教皇庁教理省）

教皇ヨハネ・パウロ2世は、2005年2月23日に著作『記憶とアイデンティティー』においてファティマのメッセージの全容に関する解釈を開示し、その内容を1981年5月13日の教皇暗殺未遂事件であったと規定して、背後に20世紀に生まれた暴力的なイデオロギーに属するしっかりした組織があったと述べ、2005年4月に発表された遺言において核戦争なしに冷戦が終結したことを神の摂理として感謝している。
2000年に発表された文章は、前の二つの預言と比べると矮小が過ぎる点、40年もの長期間隠匿され60年代の教皇が絶句したり、発表を見送った内容とはとても思えない点、公開された「第三の秘密」は一群の兵士達により白衣の司教ら大勢の高位聖職者達が射殺される、とあり1981年の事件とはあまりに食い違うと疑問視する意見もある。教皇庁の発表は虚偽、あるいは全文ではなく一部分に過ぎないのではないかとする主張においては、第三の秘密は、未だ本格的には未公開とされる。

## 懐疑的な意見
英国の無神論団体である英国ヒューマニスト協会の会員で、無神論者バスキャンペーンの当初寄付金目標額を全額出資したりする積極的な無神論者・進化生物学者リチャード・ドーキンスは自著『神は妄想である』の中で、太陽が狂ったように踊りだしたという報告について、それを見たという8万人の人々全員が妄想を見たり、嘘をついているとは言いがたいが、太陽系が崩壊したという見方よりは、まだ報告が間違っている可能性や、蜃気楼の方がありえると語っている。８万人も蜃気楼を見たというのは無理があると懐疑的な意見もある。